# Mitsubishi Sapporo (1975)
Der Mitsubishi Sapporo ist ein Coupé (bzw. ein Cabriolet), das von 1975 bis 1983 von Mitsubishi Motors in Europa angeboten wurde. Es basierte auf dem Mitsubishi Galant. Ab 1987 wurde eine viertürige Limousine unter dem gleichen Namen angeboten, siehe dazu Mitsubishi Sapporo (1987).

## Sapporo (A121/A123, 1975–1980)
Die Bezeichnung wurde im Herbst 1975 für die Coupé-Version der dritten Galant-Reihe eingeführt, die teilweise auch als Mitsubishi Galant Σ (Sigma) bezeichnet wurde. Das Fahrzeug wurde nur in Europa und Südamerika als Mitsubishi Sapporo verkauft, in den meisten anderen Märkten hieß der Wagen Mitsubishi Galant Λ (Lambda).
Darüber hinaus wurde der Wagen auch durch den Chrysler-Konzern vermarktet, in Nordamerika als Plymouth Sapporo und Dodge Challenger, in Australien als Chrysler Scorpion, später dort als Mitsubishi Scorpion. In Großbritannien fand sich noch die Bezeichnung Colt Sapporo, der dortigen Importmarke von Mitsubishi. 
Der Sapporo war in Europa ab April 1978 in der „GL“-Ausführung (A121) mit 1,6-Liter-Motor, als „GL/S“ und „GS/R“-Ausführung (A123) mit 2,0-Liter-Motor und Scheibenbremsen ringsum erhältlich.
Zusammen mit dem 1,6-Liter-Motor gab es ein Viergang-Schaltgetriebe. Die „GL/S“-Version wurde mit einer Dreistufen-Automatik ausgestattet. Das Spitzenmodell „GS/R“ wurde mit einem Fünfgang-Schaltgetriebe ausgeliefert und leistete mit dem „4G52GS“-Motor 108 PS. Eine Besonderheit dieses Motors waren zwei gegenläufige Ausgleichswellen, den Massenausgleich des Motors verbessern und so einen vibrationsarmen Lauf bewirken.
Bis zum Modellwechsel im Sommer 1980 wurde hinten eine an Lenkern geführte Starrachse mit Schraubenfedern verwendet.

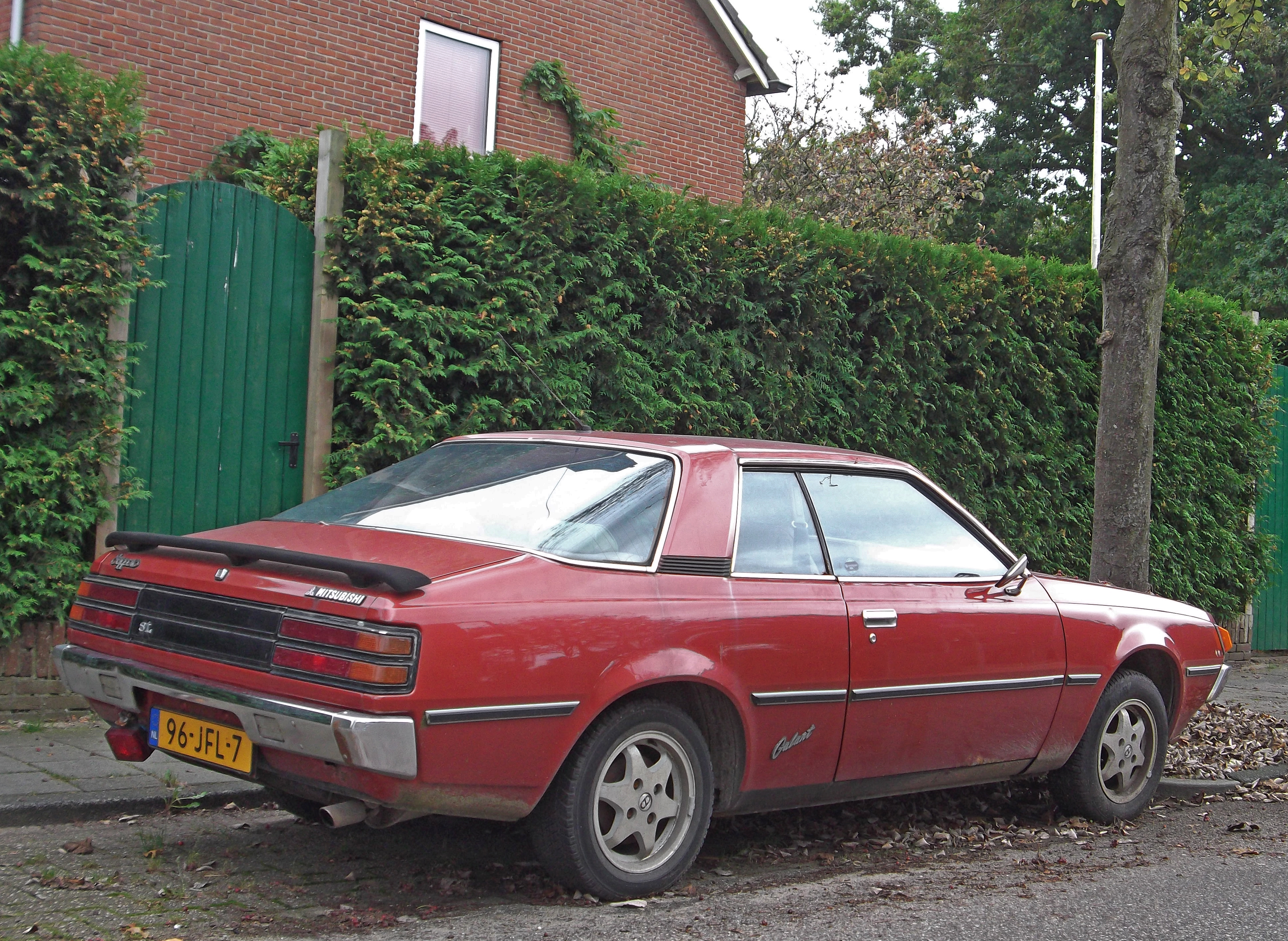
Heckansicht
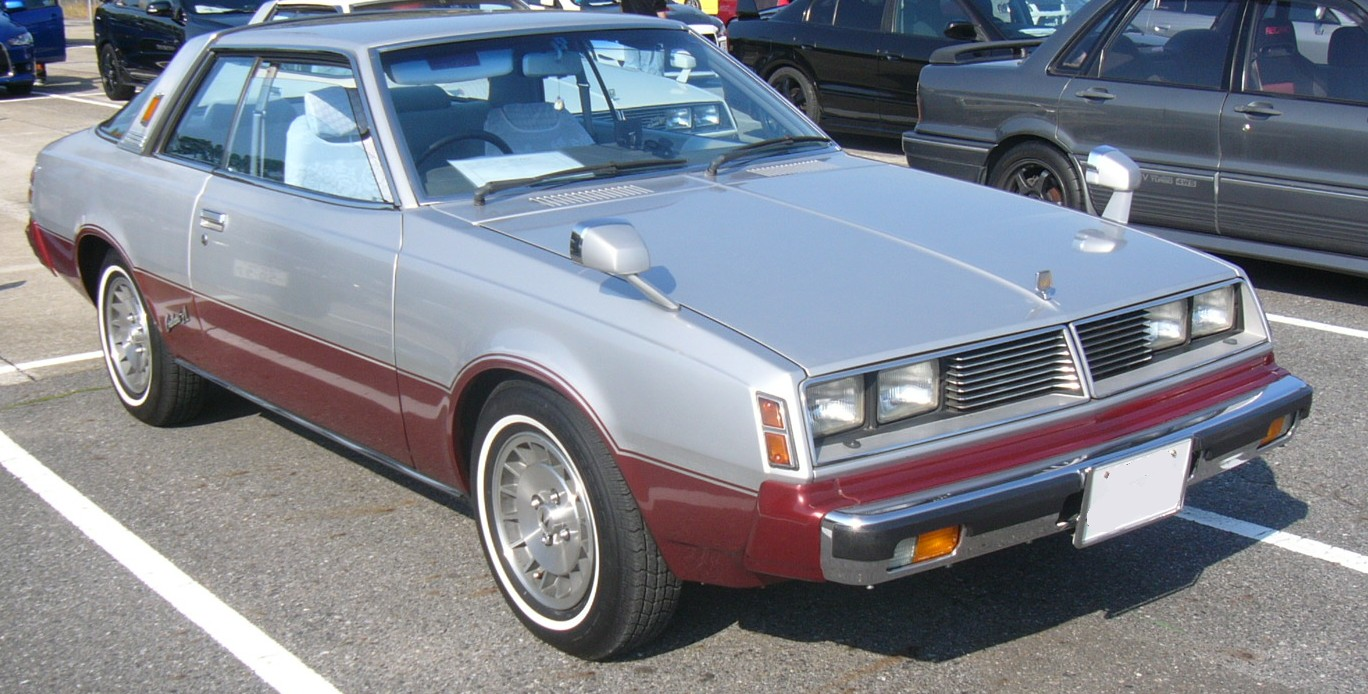
Mitsubishi Galant Lambda
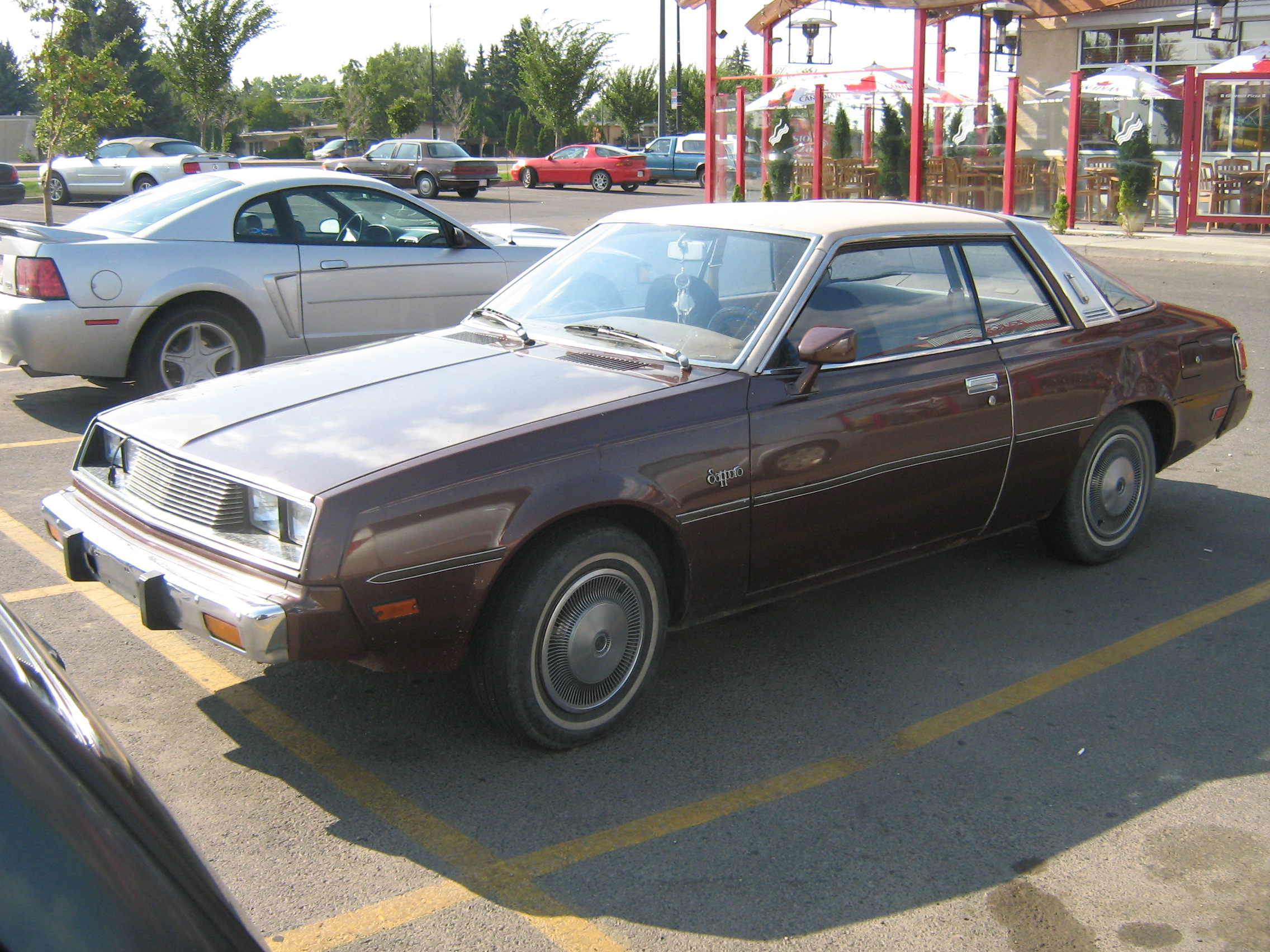
Plymouth Sapporo
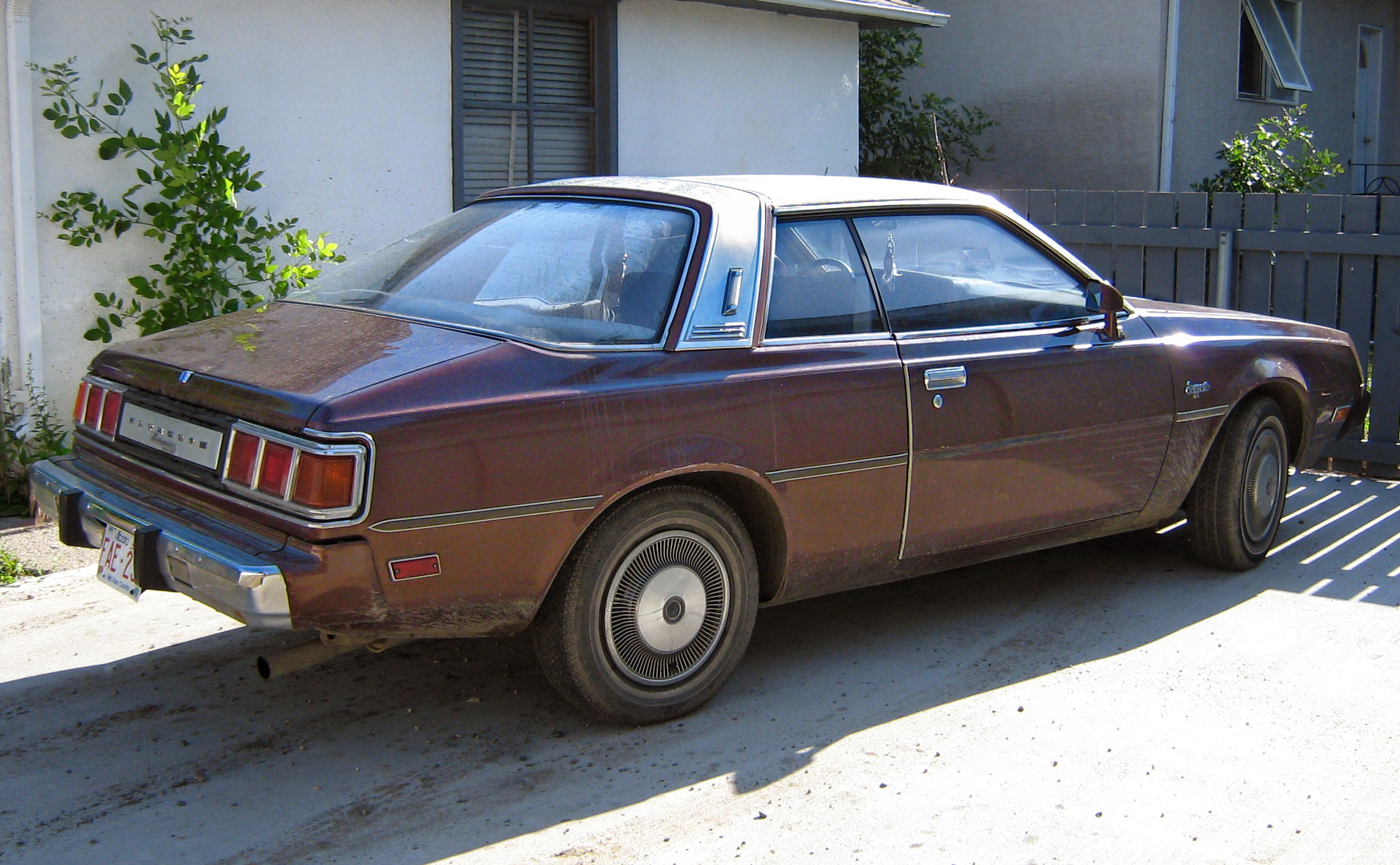
Heckansicht

## Sapporo (A161/A164, 1980–1983)
Im August 1980 erfolgte zeitnah mit der Einführung des vierten Galant ein Modellwechsel. Das leistungsstärkste Modell mit dem 2,0-Liter-Benzinmotor (A164) entwickelte nun dank Turboaufladung 170 PS. 
Auch die zweite Generation wurde unter verschiedenen Namen international angeboten. In Nordamerika war der Wagen auch wieder als Dodge Challenger erhältlich.
1982 gab es außerdem noch eine Kleinserie von 350 Exemplaren des Sapporo Cabrio.
Mit dem im Herbst 1983 durchgeführten Wechsel zur fünften Galant-Generation wurde das Sapporo Coupé eingestellt, wofür der Sportwagen Mitsubishi Starion auf den Markt kam.

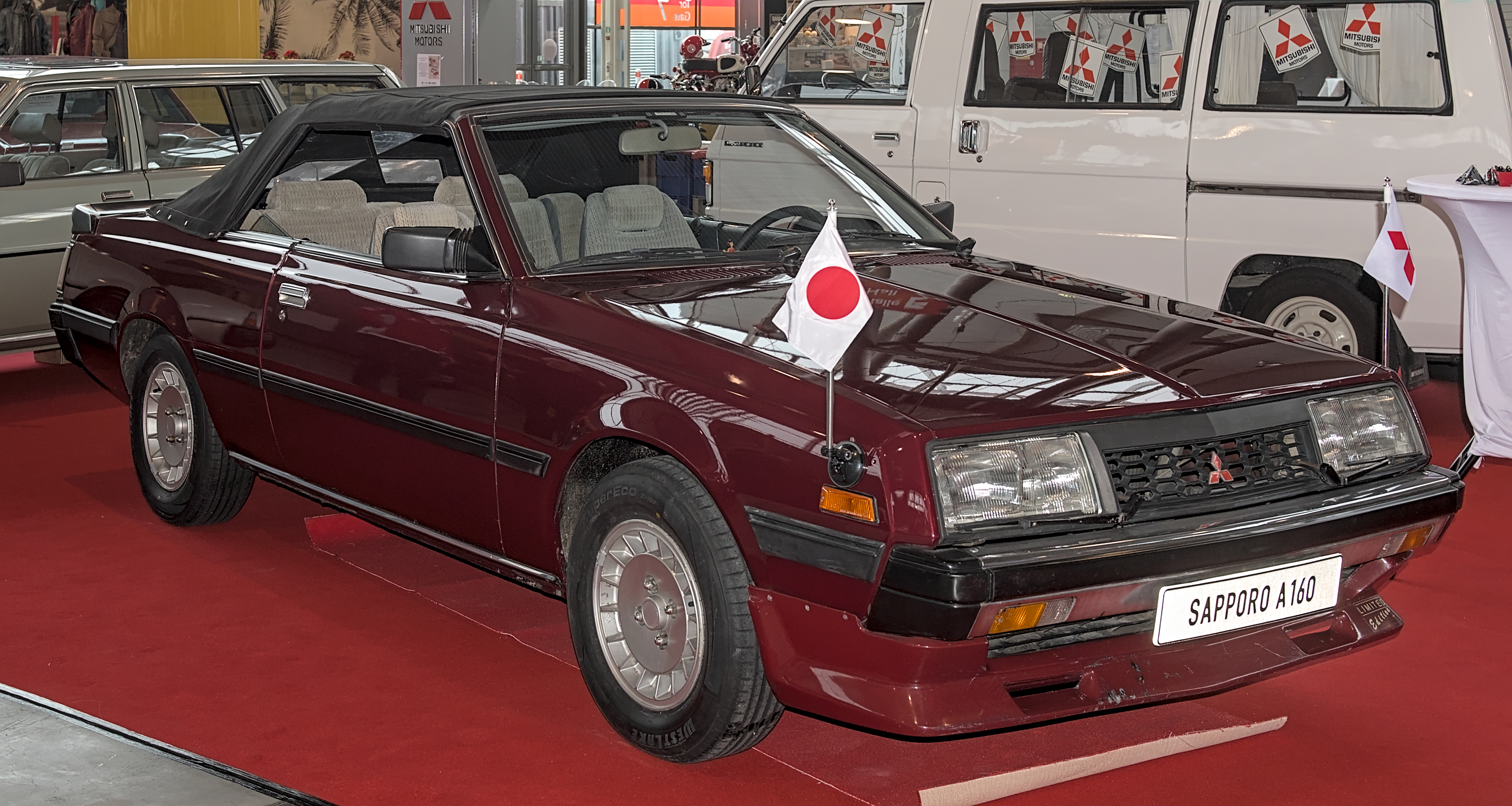
Mitsubishi Sapporo Cabriolet
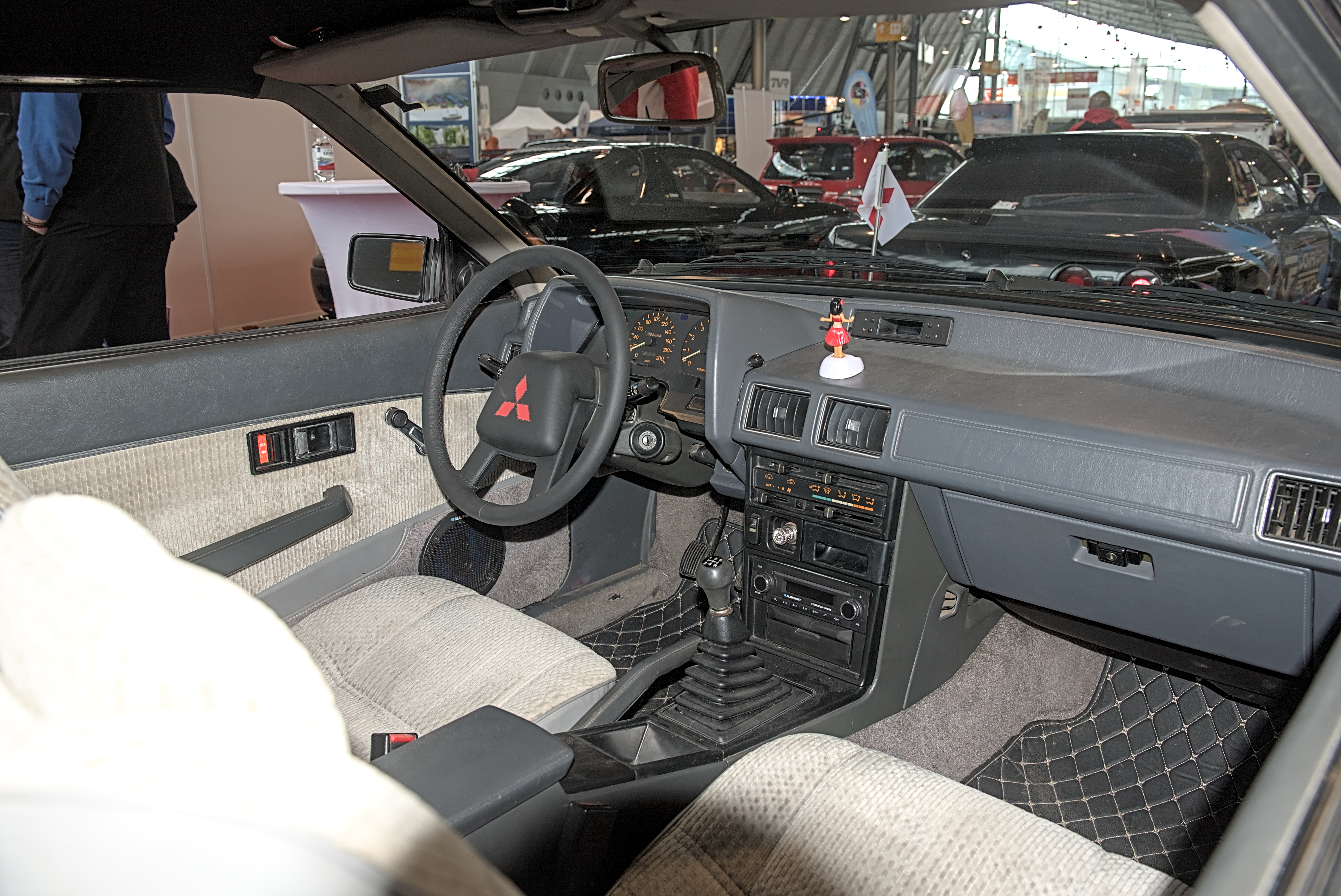
Innenansicht
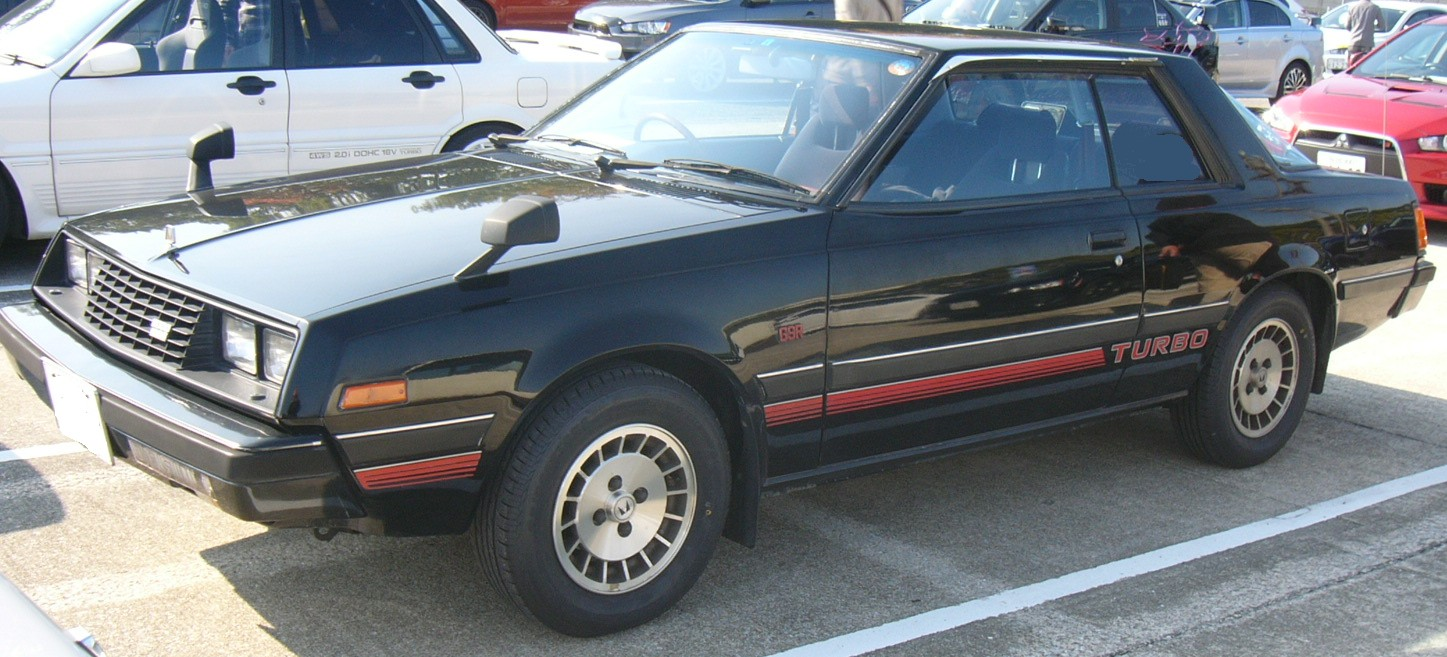
Mitsubishi Galant Lambda 2000 GSR Turbo
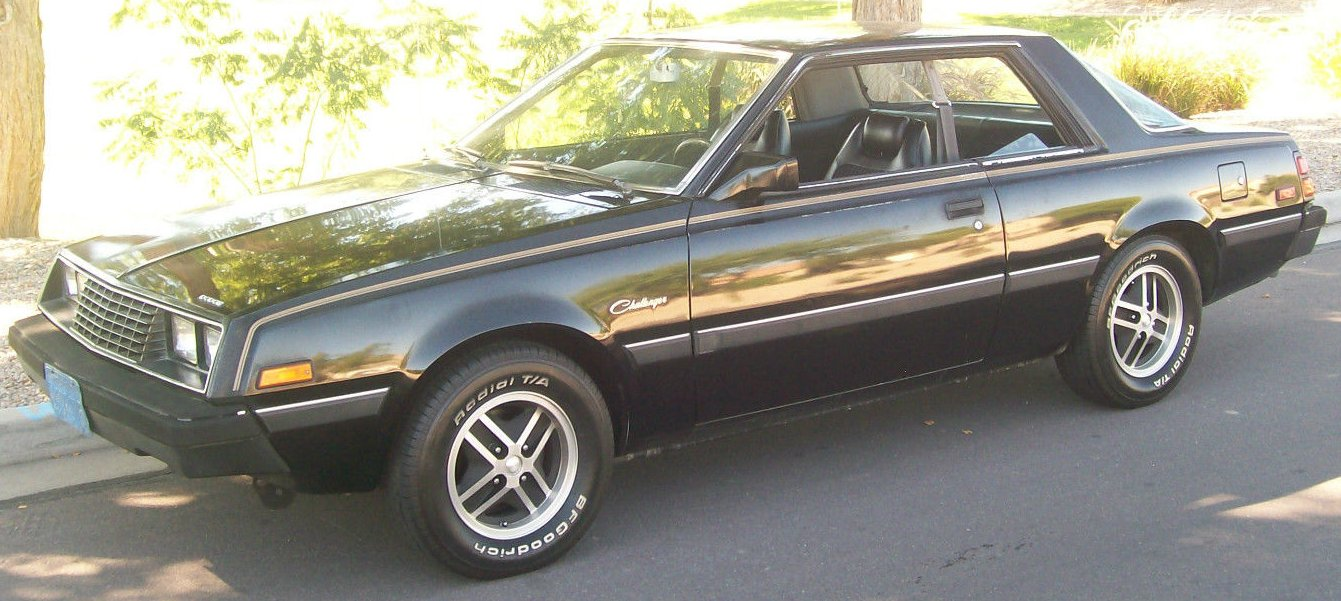
Dodge Challenger